# Naoki Kodaka
Naoki Kodaka (小高 直樹, Kodaka Naoki) est un compositeur japonais de musique de jeu vidéo qui a travaillé chez Sunsoft. Il est actuellement professeur de musique dans plusieurs universités, et compose occasionnellement de la musique pour certains événements.
Kodaka a appris à jouer du piano pendant sa petite enfance, mais a arrêté sa formation formelle à l'âge de 7 ans, constatant qu'il préférait jouer de la musique populaire. Plus tard, il a repris ses études classiques au lycée et a poursuivi sa spécialisation en composition à l'Université des Arts de la préfecture d'Aichi. Après ses études, il a brièvement travaillé dans la production de musique pour la radio et la télévision. Pendant ses études, Kodaka était connu pour passer une grande partie de son temps libre dans les salles d'arcade, ce qui a finalement attiré Sunsoft pour l'embaucher en tant que compositeur de musique de jeux vidéo.
Il est surtout connu pour avoir écrit les bandes son de Journey to Silius, Batman (versions NES et Genesis ), Blaster Master, Gremlins 2: The New Batch, la série Albert Odyssey, Super Fantasy Zone et quelques autres titres. Il était presque toujours assisté dans ses projets NES par les programmeurs sonores Nobuyuki Hara, Shinichi Seya et parfois Naohisa Morota. Généralement, Kodaka composait ses musiques sur des partitions traditionnelles ; et les programmeurs sonores traduisaient les compositions pour la NES, recevant parfois des commentaires de Kodaka sur la façon dont les chansons devaient sonner. Kodaka a arrêté la composition de musique de jeu en 2002 et est devenu professeur au Nagoya College of Music, où il enseigne la composition, l'arrangement et la production,. Plus tard, il a également rejoint l' Université Daido, où il enseigne la théorie musicale et la musique assistée par ordinateur.

## Œuvres
- Spy Hunter (1983)
- Atlantis no Nazo (1986)
- Dead Zone (1986)
- Shanghai (1986)
- Nazoler Land (1987)
- Platoon (1987)
- Ripple Island (1988)
- Freedom Force (1988)
- Blaster Master (1988)
- Nankin no Adventure (1988)
- Fester's Quest (1989)
- Batman (1989)
- Batman: The Video Game (1990)
- Journey to Silius (1990)
- Nantettatte!! Baseball (1990)
- Gremlins 2: The New Batch (1990)
- Ufouria: The Saga (1991)
- Super Spy Hunter (1991)
- Batman: Return of the Joker (1991)
- Super Fantasy Zone (1992)
- Albert Odyssey (1993)
- Sugoi Hebereke (1994)
- Albert Odyssey II (1994)
- Albert Odyssey: Legend of Eldean (1996)
- Out Live: Be Eliminate Yesterday (1997)